# Лучшево
Лучшево — село в Прокопьевском районе Кемеровской области — Кузбасса. Входит в состав Яснополянского сельского поселения.

## География
Расположено на реке Шарап между Прокопьевском и Новокузнецком. Центральная часть села расположена на высоте 248 метров над уровнем моря.
Рядом с селом проходит автодорога Кемерово — Бийск. К юго-западу от села находится аэропорт Новокузнецк-Спиченково.
Неподалёку располагается природный заказник «Увалы села Лучшево», который имеет статус особо охраняемой природной территории Кузбасса.

## Население
| 2010 |
| ---- |
| 630  |

По данным Всероссийской переписи населения 2010 года, в селе проживали 299 мужчин и 331 женщина.